# Cursa de velocitat
En atletisme les curses més curtes i explosives són les curses de velocitat. En pista coberta es corren sobre distàncies de 50 m i 60 m i a l'aire lliure sobre 100, 200 i 400 metres.

## Els atletes

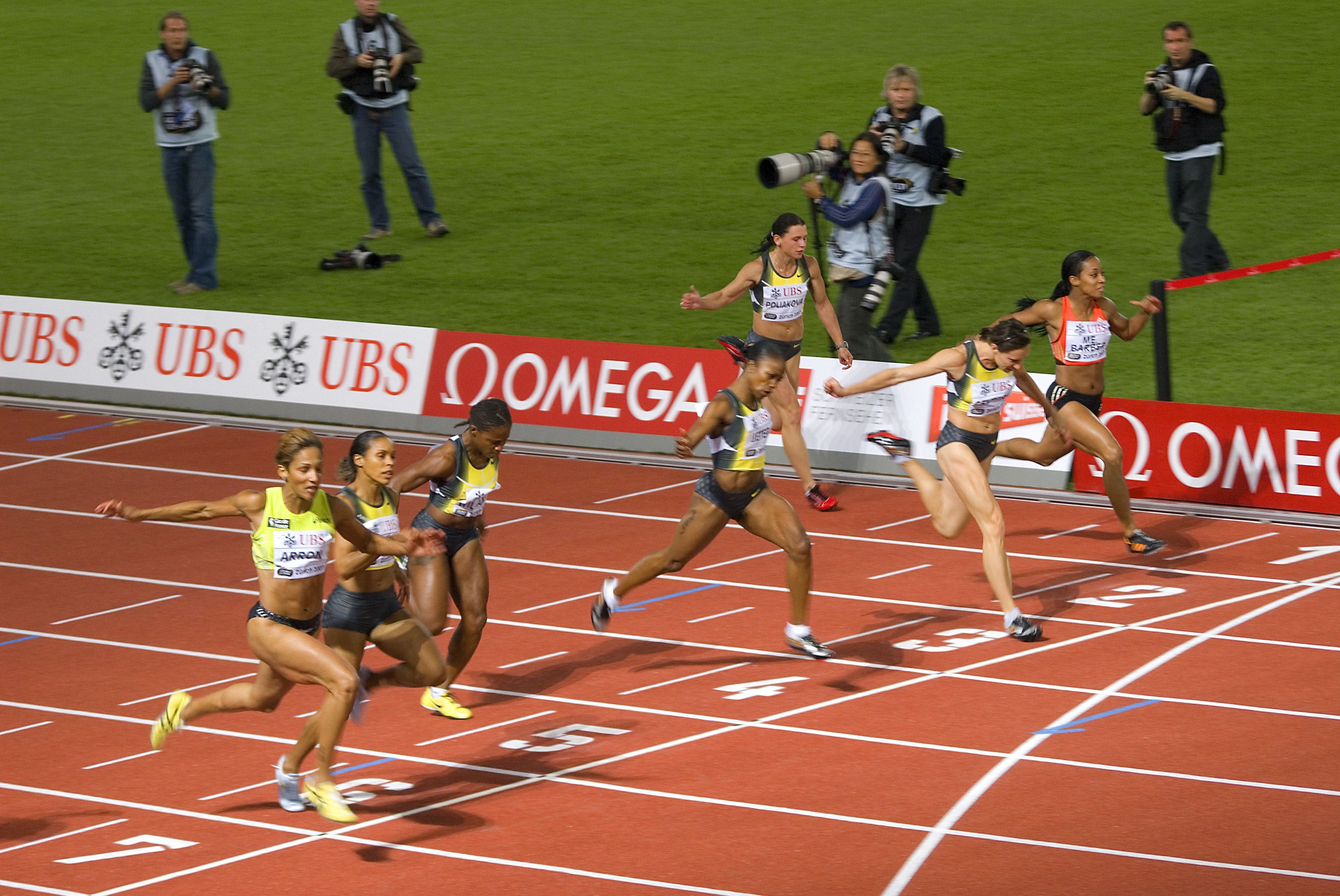
Cursa dels 100 m a la Golden League de Zuric, el setembre de 2007.

Els atletes de les curses de velocitat es caracteritzen per tindre més fibres musculars ràpides als músculs. De la mateixa manera, el més habitual és trobar-nos amb atletes forts i alts, realment ser explosiu és més important que no l'alçada o el desenvolupament muscular.

## La cursa

### La sortida
Els velocistes comencen la cursa ajupits als estartings, que els ajudaran a guanyar impuls al principi de la cursa, que hi ha sobre la ratlla de sortida. Els blocs tan sols s'utilitzen a les curses de velocitat i a les de relleus. La sortida en aquestes curses pot ser decisiva, a causa de la seva curta durada.
El jutge de sortida serà l'encarregat de marcar l'eixida amb una pistola o qualsevol altre aparell homologat. Hi ha tres moments: als vostres llocs!, llestos! i la sortida definitiva. En cap cas abans de la sortida l'atleta podrà tocar la línia de sortida ni el terra que hi ha davant ella amb les mans o els peus.
La sortida falsa o nul·la es produeix quan algú dels atletes inicia el moviment abans que el jutge hagi donat l'eixida, incompleix les ordres de als vostres llocs! o llestos! o molesta als seus contrincants. Els atletes que la provoquen seran advertits i, a les curses de velocitat, tot aquell que faça una sortida falsa a continuació serà desqualificat.

### El desenvolupament
Un cop que el jutge dona el tret de sortida l'atleta s'impulsa amb els blocs i fa els 10 o 20 primers metres lleugerament ajupit, finalment posa l'esquena completament recta. Això permet una major obertura de cames. L'atleta s'ha d'impulsar fortament contra el terra en comptes de "recolzar-s'hi" com potser faria en una cursa de fons o mig fons.
A totes les curses de velocitat l'atleta ha de mantindre's al mateix carrer pel que va començar. La invasió del carrer veí és motiu de desqualificació, amb l'excepció de si ho fa forçat per altre corredor i sense obtindre cap avantatge. L'atleta no escatima en cap moment en velocitat: va tot el recorregut al màxim; potser amb l'única excepció dels 400 metres, on l'atleta pot rebaixar la velocitat en determinats moments per pressionar més en altres zones.

### L'arribada
Com a la resta de curses de l'atletisme, el guanyador és l'atleta que creua amb el seu tronc primer la vertical de la ratlla de meta. Per tant, no es tindrà en compte si ho fan amb el cap, el coll, els braços o les cames.